# Gene Cernan
Eugene Andrew Cernan (/ˈsɜːrnən/; 14 tháng 3 năm 1934 – 16 tháng 1 năm 2017) là một phi hành gia, phi công hải quân, kỹ sư điện, kỹ sư hàng không vũ trụ và phi công chiến đấu người Mỹ. Thông qua sứ mệnh Apollo 17, Cernan là người thứ 11 đặt chân lên Mặt Trăng. Khi quay trở lại Mô-đun Mặt Trăng Apollo sau Harrison Schmitt trong lần thứ ba và cũng là lần cuối cùng thám hiểm vệ tinh tự nhiên của Trái Đất, ông đã trở thành người gần đây nhất đặt chân lên thiên thể ấy.
Trước khi trở thành phi hành gia, Cernan tốt nghiệp với bằng Cử nhân Khoa học chuyên ngành kỹ thuật điện tại Đại học Purdue ở Indiana và gia nhập Hải quân Hoa Kỳ thông qua Quân đoàn Huấn luyện Sĩ quan Dự bị Hải quân (NROTC). Sau khi hoàn thành khóa đào tạo bay, ông được cấp bằng phi công hải quân và phục vụ với vai trò phi công chiến đấu. Năm 1963, Cernan trở thành Thạc sĩ Khoa học ngành kỹ thuật hàng không tại Trường sau đại học Hải quân Hoa Kỳ. Ông nghỉ hưu ở Hải quân vào năm 1976 với cấp bậc đại tá (captain).
Cernan đã du hành vào không gian ba lần và lên Mặt Trăng hai lần: một với tư cách phi công của Gemini 9A vào tháng 6 năm 1966, một với tư cách phi công mô-đun Mặt Trăng của Apollo 10 vào tháng 5 năm 1969, và một với tư cách chỉ huy của Apollo 17 vào tháng 12 năm 1972, cuộc đổ bộ cuối cùng lên Mặt Trăng trong chương trình Apollo. Cernan cũng là thành viên phi hành đoàn dự phòng cho các sứ mệnh không gian Gemini 12, Apollo 7 và Apollo 14.

## Tiểu sử

### Đầu đời
Cernan chào đời ngày 14 tháng 3 năm 1934 tại Chicago, Illinois và là con trai của Andrew George Cernan (1904–1967) với Rose Cernan (nhũ danh Cihlar; 1898–1991). Cha của ông là người gốc Slovakia còn mẹ là người gốc Séc. Ông có một người chị gái tên Dolores Ann (1929–2019). Cernan lớn lên ở các thị trấn Bellwood và Maywood ở Illinois, từng là một thiếu sinh Hướng đạo và đạt tới cấp bậc Hạng Nhì (Second Class). Sau khi theo học tại Trường Tiểu học McKinley ở Bellwood rồi tốt nghiệp Trường Trung học phổ thông Proviso Township ở Maywood vào năm 1952, nam phi hành gia theo học tại Đại học Purdue và gia nhập hội sinh viên Phi Gamma Delta với vai trò thủ quỹ. Tại Purdue, Cernan trở thành chủ tịch của Quarterdeck Society và Scabbard and Blade, đồng thời là thành viên hội danh dự kỹ thuật Tau Beta Pi. Ông cũng tham gia ủy ban vũ hội quân đội và gia nhập hội danh dự lãnh đạo Skull and Crescent. Sau khi hoàn thành năm thứ hai, Cernan đã được trao học bổng bán phần ROTC của Hải quân, trong đó yêu cầu ông phải phục vụ trên tàu USS Roanoke giữa năm ba và năm cuối. Năm 1956, Cernan nhận bằng Cử nhân Khoa học chuyên ngành kỹ thuật điện với điểm trung bình cuối cùng là 5,1 trên 6,0.

### Phục vụ tại Hải quân
Thông qua chương trình Quân đoàn Huấn luyện Sĩ quan Dự bị Hải quân (NROTC) tại Purdue, Cernan đã được phong hàm thiếu úy Hải quân và bố trí nhiệm vụ trên tàu USS Saipan. Cernan sau đó chính thức gia nhập quân đội và tham gia khóa huấn luyện bay tại Whiting Field ở Florida, Barron Field, NAS Corpus Christi ở Texas, và NAS Memphis ở Tennessee.:29–31 Với việc hoàn tất chương trình đào tạo trên các máy bay T-28 Trojan, T-33 Shooting Star và F9F Panther, Cernan trở thành phi công hải quân; ông được giao lái máy bay phản lực FJ-4 Fury và A-4 Skyhawk trong các phi đội tấn công 126 và 113.:31–33,38–39 Sau khi thực hiện nhiệm vụ tại NAS Miramar ở California, ông đã hoàn thành chương trình học tại Trường sau đại học Hải quân vào năm 1963 với bằng Thạc sĩ Khoa học về kỹ thuật hàng không.
Trong suốt sự nghiệp hải quân của mình, Cernan tích lũy tổng cộng hơn 5.000 giờ bay, bao gồm 4.800 giờ lái máy bay phản lực. Ông cũng đã thực hiện ít nhất 200 lần hạ cánh thành công trên tàu sân bay.

### Sự nghiệp tại NASA
Vào tháng 10 năm 1963, Cernan được NASA lựa chọn vào nhóm phi hành gia thứ ba để tham gia các chương trình không gian Gemini và Apollo.

#### Chương trình Gemini

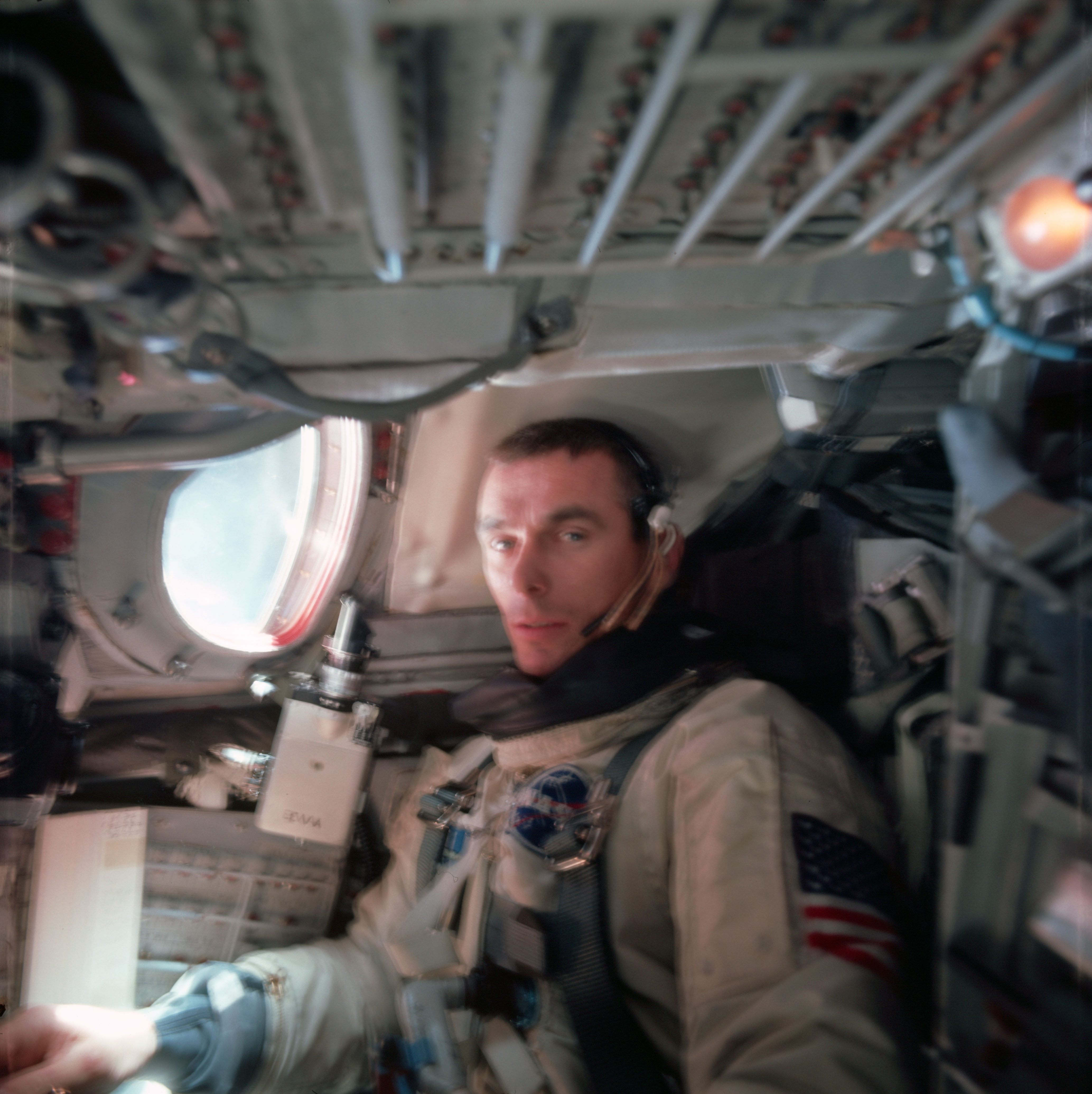
Cernan trên tàu Gemini 9A

Cùng với Thomas Stafford, ban đầu Cernan được chọn làm phi công dự phòng cho Gemini 9. Khi phi hành đoàn chính của sứ mệnh này gồm Elliot See và Charles Bassett thiệt mạng trong vụ tai nạn máy bay NASA T-38A "901" (số hiệu USAF 63–8181) tại Lambert Field, Missouri vào ngày 28 tháng 2 năm 1966, phi hành đoàn dự phòng đã trở thành phi hành đoàn chính – điều lần đầu tiên xảy ra trong lịch sử NASA. Gemini 9A đã gặp phải một số vấn đề; phương tiện mục tiêu ban đầu phát nổ trong quá trình phóng và việc ghép nối theo kế hoạch với mục tiêu thay thế trở nên bất khả thi do lớp vỏ bảo vệ không tách ra được sau khi phóng. Phi hành đoàn đã thực hiện một cuộc gặp gỡ (rendezvous) mô phỏng các thủ tục sẽ được sử dụng trong sứ mệnh Apollo 10; cuộc gặp gỡ quang học (optical rendezvous) đầu tiên và cuộc gặp gỡ khi hủy bỏ nhiệm vụ trên quỹ đạo Mặt Trăng (lunar-orbit-abort rendezvous). Cernan là người thực hiện chuyến EVA thứ hai của Mỹ, hay chuyến đi bộ ngoài không gian thứ ba, nhưng tình trạng gắng sức quá mức do thiếu thiết bị kiểm soát chân tay đã ngăn cản việc thử nghiệm Astronaut Maneuvering Unit và buộc ông phải kết thúc sớm chuyến đi bộ vũ trụ. Cernan cũng là phi công dự phòng cho nhiệm vụ Gemini 12.

#### Chương trình Apollo

##### Apollo 10

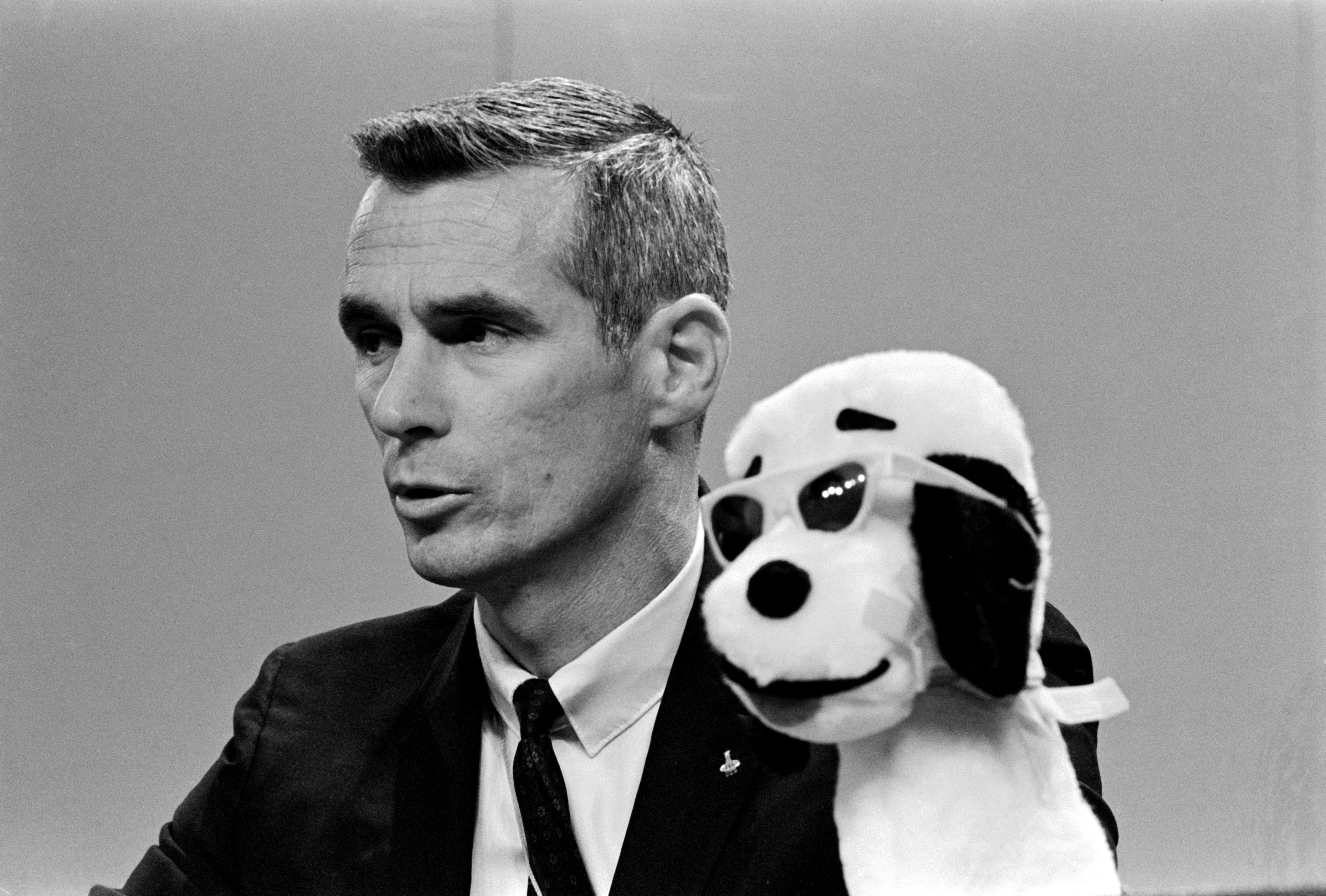
Cernan và Snoopy trong buổi họp báo của sứ mệnh Apollo 10

Cernan đã được bổ nhiệm làm phi công mô-đun Mặt Trăng dự phòng của Apollo 7 – mặc dù chuyến bay đó không mang theo mô-đun Mặt Trăng. Theo trình tự luân phiên phi hành đoàn, ông trở thành Phi công Mô-đun Mặt Trăng trên Apollo 10 – cuộc tổng duyệt cuối cùng cho chuyến hạ cánh đầu tiên xuống Mặt Trăng của chương trình Apollo – diễn ra từ ngày 18 đến ngày 26 tháng 5 năm 1969.
Trong sứ mệnh Apollo 10, Cernan và Chỉ huy Tom Stafford đã lái Mô-đun Mặt Trăng Snoopy trên quỹ đạo Nguyệt Cầu đến độ cao cách bề mặt 8,5 hải lý (15,7 km) và thực hiện thành công mọi giai đoạn đổ bộ Mặt Trăng cho đến bước hạ cánh cuối cùng bằng động cơ. Điều này cung cấp cho các nhà hoạch định của NASA kiến thức quan trọng về hệ thống kỹ thuật và điều kiện hấp dẫn của Mặt Trăng để Apollo 11 có thể hạ cánh xuống thiên thể này hai tháng sau đó. Apollo 10 giữ kỷ lục về tốc độ cao nhất đạt được bởi một phương tiện có người lái, với 39.897 km/h (24.791 mph) – hơn 11 km mỗi giây – trong quá trình trở về từ Mặt Trăng vào ngày 26 tháng 5 năm 1969.

##### Apollo 17

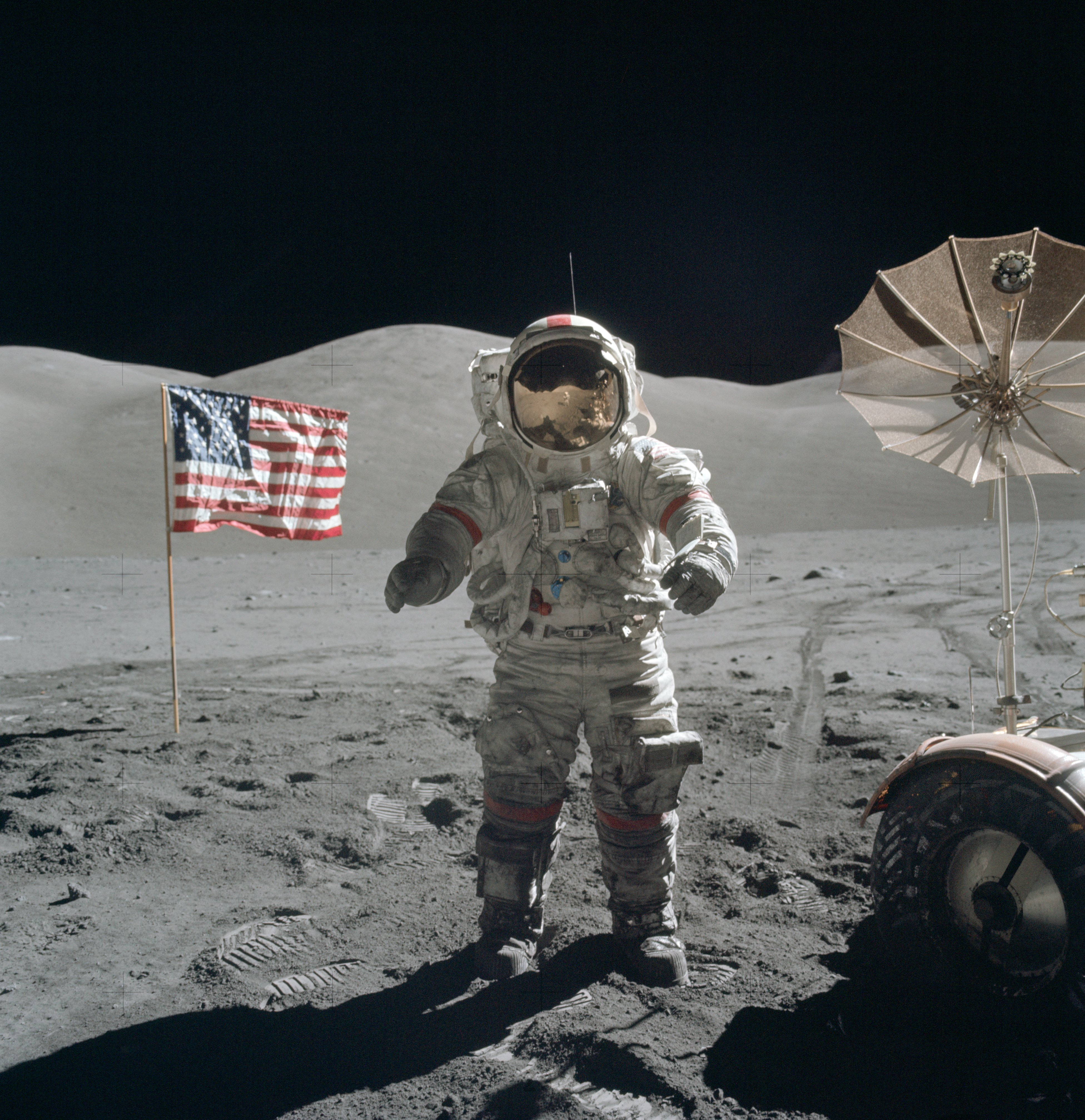
Cernan trên Mặt Trăng trong sứ mệnh Apollo 17

Cernan đã từ chối cơ hội đi bộ trên Mặt Trăng với tư cách là Phi công Mô-đun Mặt Trăng của Apollo 16; ông chấp nhận rủi ro bỏ lỡ chuyến bay để có cơ hội chỉ huy sứ mệnh của riêng mình. Trước đó, Cernan quay trở lại trình tự luân phiên của chương trình Apollo với tư cách là chỉ huy phi hành đoàn dự phòng gồm Cernan, Ronald E. Evans và Joe Engle trên Apollo 14, đưa ông vào vị trí mà quá trình luân phiên sẽ giúp ông trở thành chỉ huy trên Apollo 17. Việc NASA ngày càng cắt giảm nhiều ngân sách hơn đã đặt ra câu hỏi về số lượng các sứ mệnh trong tương lai. Sau khi Apollo 18 và Apollo 19 bị hủy bỏ vào tháng 9 năm 1970, cộng đồng khoa học đã gia tăng áp lực để chuyển Harrison Schmitt, nhà địa chất chuyên nghiệp duy nhất trong danh sách các phi hành gia đang hoạt động của Apollo, sang phi hành đoàn Apollo 17, sứ mệnh Apollo cuối cùng theo lịch trình. Tháng 8 năm 1971, NASA bổ nhiệm Schmitt làm phi công mô-đun Mặt Trăng trên Apollo 17, đồng nghĩa phi công LM ban đầu là Joe Engle sẽ mất cơ hội đi bộ trên Mặt Trăng. Cernan đã cố gắng để giữ phi hành đoàn của mình ở lại với nhau; khi phải lựa chọn bay cùng Schmitt với tư cách là LMP hoặc chứng kiến toàn bộ tổ bay bị gạch tên khỏi Apollo 17, Cernan đã chọn bay cùng Schmitt. Cuối cùng, Cernan lại có đánh giá tích cực về khả năng của Schmitt; ông kết luận rằng Schmitt là một phi công LM xuất sắc trong khi Engle – mặc dù có thành tích nổi bật với tư cách phi công thử nghiệm máy bay – chỉ là một phi công tạm đủ tiêu chuẩn.
Vai trò chỉ huy của Cernan trên Apollo 17 đã khép lại sứ mệnh thám hiểm Mặt Trăng của chương trình Apollo với một số kỷ lục. Trong ba ngày hoạt động trên bề mặt (11–14 tháng 12 năm 1972), Cernan và Schmitt thực hiện ba lần EVA với tổng thời gian khám phá thung lũng Taurus-Littrow là khoảng 22 giờ. Chỉ riêng chuyến EVA đầu tiên của họ đã dài gấp ba lần thời gian mà các phi hành gia Neil Armstrong và Buzz Aldrin dành ra bên ngoài LM trên Apollo 11. Trong thời gian này, Cernan và Schmitt di chuyển hơn 35 km (22 mi; 19 nmi) bằng Lunar Roving Vehicle (LRV) và dành nhiều thời gian thu thập các mẫu địa chất (bao gồm kỷ lục 34 kilôgam (75 lb) mẫu vật, nhiều nhất trong tất cả sứ mệnh Apollo) có thể làm sáng tỏ lịch sử thuở ban đầu của Mặt Trăng. Cernan đã điều khiển LRV trong chuyến thám hiểm cuối cùng của nó với tốc độ tối đa là 11,2 mph (18,0 km/h), mang lại cho ông kỷ lục không chính thức về tốc độ trên Mặt Trăng.
Khi Cernan chuẩn bị leo lên thang lần cuối cùng, ông đã nói những lời này, hiện là lời cuối cùng được một con người nói ra khi đứng trên bề mặt Mặt Trăng:
Bob, Gene đây, hiện tôi đang đứng trên bề mặt; khi tôi nhấc lên bước chân cuối cùng của con người khỏi bề mặt, rồi trở về nhà trong một khoảng thời gian – nhưng chúng ta đều tin rằng sẽ không quá lâu – tôi chỉ muốn (nói) những lời mà theo tôi sẽ được sử sách ghi nhận lại: rằng thử thách của nước Mỹ ngày nay đã hình thành nên vận mệnh của nhân loại về sau. Khi giã từ Mặt Trăng tại thung lũng Taurus-Littrow, chúng ta rời đi theo cách chúng ta đã đến và, hi vọng rằng, chúng ta sẽ trở lại, với hòa bình và hy vọng cho toàn thể nhân loại. Cầu cho phi hành đoàn Apollo 17 được thượng lộ bình an.— Cernan, 

Việc Cernan là người cuối cùng đặt chân lên Mặt Trăng có nghĩa Đại học Purdue là alma mater của cả người đầu tiên đặt chân lên đó – Neil Armstrong – và người gần đây nhất. Cernan là một trong ba phi hành gia từng du hành tới Mặt Trăng hai lần; hai người kia là Jim Lovell và John Young. Ông cũng là một trong số mười hai người từng đi bộ trên Mặt Trăng. Ngoài ra, Cernan còn là người duy nhất bay trên hai Mô-đun Mặt Trăng Apollo khác nhau trong không gian mà không ghép nối với mô-đun chỉ huy và dịch vụ Apollo, với cả hai lần đều ở gần Mặt Trăng.

### Hoạt động hậu NASA

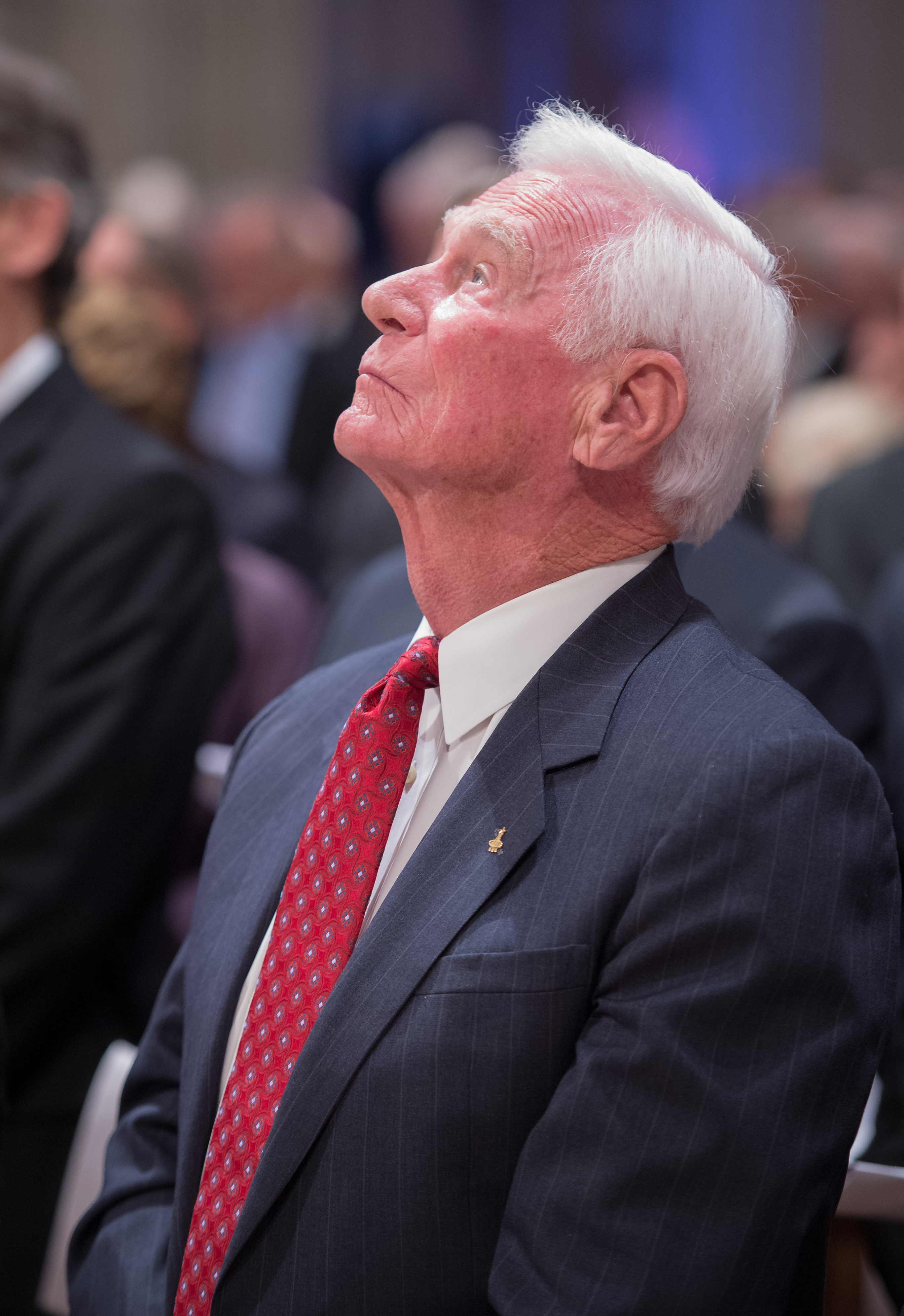
Eugene Cernan tại lễ tưởng niệm Neil Armstrong, ngày 13 tháng 9 năm 2012

Năm 1976, Cernan nghỉ hưu ở Hải quân với quân hàm đại tá và chuyển từ NASA sang kinh doanh tư nhân, trở thành Phó chủ tịch điều hành của Coral Petroleum Inc. trước khi thành lập công ty riêng của mình, The Cernan Corporation, vào năm 1981. Các năm 1981 và 1982, Cernan cùng Frank Reynolds và Jules Bergman đưa tin về 3 lần phóng tàu con thoi đầu tiên trên ABC. Nhiều giờ phát sóng của ABC đã được đăng tải lên YouTube trong những năm gần đây. Từ năm 1987, ông là cộng tác viên của ABC News và chương trình hàng tuần Good Morning America có tựa đề "Breakthrough", chuyên đưa tin về sức khỏe, khoa học và y học.
Năm 1999, cùng với đồng tác giả Donald A. Davis, ông xuất bản hồi ký The Last Man on the Moon kể về sự nghiệp hải quân và NASA của mình. Cernan còn xuất hiện trong phim tài liệu về thám hiểm không gian In the Shadow of the Moon, trong đó cố phi hành gia cho rằng "sự thật không cần phải biện hộ" và "không ai có thể lấy đi những dấu chân tôi đã tạo ra trên bề mặt Mặt Trăng". Cernan cũng góp phần vào một cuốn sách cùng tên.
Năm 2010, Cernan và Neil Armstrong làm chứng trước Quốc hội Hoa Kỳ để phản đối việc hủy bỏ Constellation, chương trình được khởi xướng dưới thời chính quyền George W. Bush như một phần của Sáng kiến Khám phá Không gian với mục đích đưa con người trở lại Mặt Trăng và cuối cùng là Sao Hỏa, nhưng bị Ủy ban Augustine xem là thiếu kinh phí và không có tính bền vững vào năm 2009.
Cernan đã kết hợp lời chỉ trích của mình trong việc hủy bỏ Constellation với những biểu hiện hoài nghi về các chuyến bay Commercial Resupply Services (CRS) và chương trình Phát triển Phi hành đoàn Thương mại (CCDev), những chương trình được NASA lên kế hoạch thực hiện nhằm thay thế vai trò cung cấp hàng hóa và phi hành đoàn cho Trạm vũ trụ Quốc tế (ISS) của Constellation. Cernan cảnh báo rằng các công ty như vậy "vẫn chưa biết những gì họ không biết". Quan điểm của Cernan về các công ty vũ trụ thương mại – đặc biệt là SpaceX, công ty tham gia vào cả hai chương trình – đã thay đổi theo hướng tích cực sau khi được nhà đầu tư mạo hiểm của SpaceX là Steve Jurvetson giải đáp thắc mắc trong nỗ lực xin chữ ký của chín phi hành gia Apollo trên một bức ảnh để làm quà tặng cho nhà sáng lập SpaceX Elon Musk, nhân kỷ niệm sứ mệnh vận chuyển hàng hóa thành công đầu tiên của công ty này lên ISS vào năm 2012. Cuối cùng, Cernan đã bị thuyết phục và ký vào bức ảnh; "Khi tôi kể cho ông ấy nghe những câu chuyện về tinh thần kinh doanh quả cảm này, tôi có thể thấy tâm trí ông ấy đang thay đổi". Jurvetson viết; "Ông ấy nhất trí: 'Tôi chưa bao giờ đọc bất kỳ điều gì như vậy trên tin tức. Tại sao báo chí không đưa tin về chúng?'".
Cernan đã đọc điếu văn tại lễ tang của Armstrong vào năm 2012.
Năm 2014, Cernan xuất hiện trong bộ phim tài liệu The Last Man on the Moon do nhà làm phim người Anh Mark Craig thực hiện và dựa trên hồi ký cùng tên năm 1999 của cố phi hành gia. Bộ phim đã nhận được giải Texas Independent Film Award từ Hiệp hội Phê bình Phim Houston và giải Movies for Grownups Award từ AARP The Magazine.

### Đời tư
Cernan kết hôn tổng cộng hai lần và có một cô con gái. Người vợ đầu tiên của ông là Barbara Jean Atchley, một tiếp viên hàng không của hãng Continental Airlines mà ông đã cưới vào năm 1961. Họ có một cô con gái tên Tracy (sinh năm 1963). Cặp đôi ly thân vào năm 1980 và ly dị vào năm 1981. Họ vẫn giữ mối quan hệ bạn bè. Cuộc hôn nhân thứ hai của ông là với Janis Ellen "Nanna" Cernan (nhũ danh Jones; 1939–2021), kéo dài gần 30 năm từ năm 1987 cho đến khi ông qua đời. Từ cuộc hôn nhân này, Cernan có thêm hai cô con gái riêng là Kelly và Danielle.

#### Qua đời
Cernan qua đời tại một bệnh viện ở Houston vào ngày 16 tháng 1 năm 2017, hưởng thọ 82 tuổi. Lễ tang của ông diễn ra tại Nhà thờ Tân giáo St. Martin's ở Houston. Ông được chôn cất theo nghi lễ quân đội đầy đủ tại nghĩa trang Texas State Ceremony, là phi hành gia đầu tiên được chôn cất tại đây, trong một buổi lễ riêng tư vào ngày 25 tháng 1 năm 2017.

## Các tổ chức
Cernan là thành viên của một số tổ chức, bao gồm hội viên (fellow) American Astronautical Society (Hiệp hội Hàng không vũ trụ Hoa Kỳ); thành viên (member) Society of Experimental Test Pilots (Hiệp hội Phi công Thử nghiệm), Tau Beta Pi (Hiệp hội Kỹ thuật Quốc gia), Sigma Xi (Hiệp hội Nghiên cứu Khoa học Quốc gia), Phi Gamma Delta (Hội huynh đệ Xã hội Quốc gia) và The Explorers Club (Câu lạc bộ các Nhà thám hiểm).

## Giải thưởng và vinh dự
- Naval Aviator Astronaut Insignia[35]
- Navy Distinguished Service Medal, hình tượng ngôi Sao vàng thay cho huy chương thứ hai[35]
- Distinguished Flying Cross[35]
- National Defense Service Medal[36]
- NASA Distinguished Service Medal[35]
- NASA Exceptional Service Medal[35]
- Wright Brothers Memorial Trophy, 2007[37]
- U.S. Astronaut Hall of Fame (Đại sảnh Danh vọng Phi hành gia Hoa Kỳ)[38][39]
- Slovakia: Huy chương Rad Bieleho dvojkríža hạng 2 (25 tháng 9 năm 1994).[40]
- Great American Award, The All-American Boys Chorus, 2014.[41]
- Năm 2007, Cernan được đưa vào International Air & Space Hall of Fame (Đại sảnh Danh vọng Hàng không & Vũ trụ Quốc tế) tại Bảo tàng Hàng không & Vũ trụ San Diego.[42]
- Tháng 10 năm 2017, Orbital ATK thông báo đặt tên tàu vận tải Cygnus CRS OA-8E của hãng là S.S. Gene Cernan để vinh danh cố phi hành gia.[43]
- Năm 2000, Cernan được đưa vào National Aviation Hall of Fame (Đại sảnh Danh vọng Hàng không Quốc gia).[44]

Cùng với chín đồng nghiệp là phi hành gia Dự án Gemini, Cernan đã được đưa vào International Space Hall of Fame (Đại sảnh Danh vọng Không gian Quốc tế) vào năm 1982.

## Trong văn hóa đại chúng

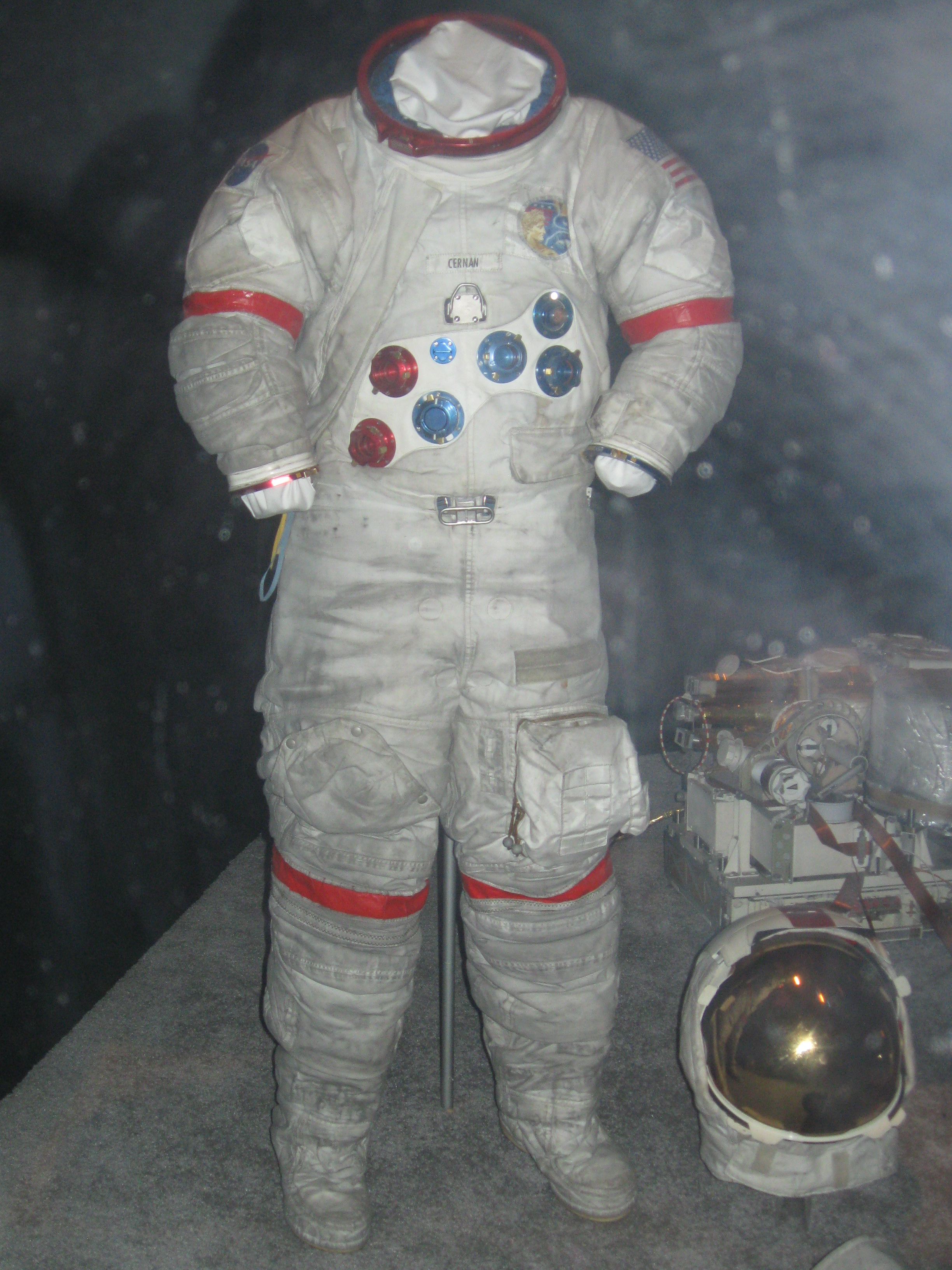
Bộ đồ Mặt Trăng của Cernan được trưng bày tại Bảo tàng Hàng không và Vũ trụ Quốc gia, Washington, D.C.

Vào ngày 2 tháng 7 năm 1974, Cernan làm một roaster của Don Rickles trong chương trình truyền hình The Dean Martin Celebrity Roast. Vào cuối buổi roast, Rickles – người từng tham dự buổi phóng Apollo 17 – đã bày tỏ lòng kính trọng đối với Cernan như một "vị anh hùng vĩ đại, tuyệt vời và đáng khâm phục".
Trong loạt phim truyền hình ngắn giành giải Primetime Emmy năm 1998 của HBO From the Earth to the Moon, Cernan được thủ vai bởi Daniel Hugh Kelly.
Phần dẫn giải bằng âm thanh cho bản phát hành Criterion Collection của bộ phim For All Mankind được Cernan và đạo diễn Al Reinert thâu lại vào năm 1999.
Cernan cũng xuất hiện trong loạt phim tài liệu ngắn năm 2008 của Discovery Channel có tựa đề When We Left Earth: The NASA Missions, kể về sự tham gia và các sứ mệnh của ông với tư cách một nhà du hành vũ trụ.
Nhiều người tin rằng Cernan đã ghi tên viết tắt của con gái mình lên một tảng đá Mặt Trăng, hay Tracy Rock's. Câu chuyện và mối quan hệ của Cernan với con gái sau này đã được ban nhạc pop-rock No More Kings chuyển thể thành bài hát "Tracy's Song". Tuy nhiên, câu chuyện này không chính xác vì Cernan viết các chữ cái đầu trong tên con gái lên bụi chứ không phải lên đá. Ông tuyên bố trong bộ phim tài liệu năm 2014 The Last Man on the Moon rằng mình đã viết chúng trên bụi Mặt Trăng khi rời khỏi xe để trở về LM và Trái Đất. Sự kiện để lại những chữ cái viết tắt trên bề mặt Mặt Trăng đã được đề cập đến trong "The Last Walt", một tập phim năm 2012 của Modern Family.
Daft Punk đã sử dụng bản ghi âm giọng nói của Cernan từ nhiệm vụ Apollo 17 cho "Contact", một ca khúc trong album năm 2013 Random Access Memories. Những lời cuối cùng của Cernan từ bề mặt Mặt Trăng, cùng với hồi ức của Phi công Mô-đun Mặt Trăng Harrison Schmitt, được ban nhạc Public Service Broadcasting sử dụng cho bài hát "Tomorrow", ca khúc cuối cùng trong album năm 2015 The Race for Space.
Loạt phim Cuộc chiến không gian trên Apple TV+ đã tái hiện lại cuộc đổ bộ Mặt Trăng. Nhân vật chính trong phim được xem là có những điểm tương đồng với viên chỉ huy của sứ mệnh Apollo 17 Gene Cernan.